# Яскравоока райка
Яскравоока райка (Agalychnis) — рід земноводних піродини Phyllomedusinae родини Райкові ряду Безхвості. Має 14 видів. Інша назва «листова райка».

## Опис
Загальна довжина представників цього роду коливається від 4 до 8 см. Голова майже трикутна. Очі великі та опуклі з вертикальними зіницями. Повіки являють собою прозорі плівки з тонким сітчастим малюнком. Кінцівки з 4 пальцями, які не з'єднані перетинками і мають присоски на кінцях. Денне забарвлення менш яскраве за нічне, що дозволяє маскуватися. Особливістю є очі, що мають яскраві кольори, переважно червоний, помаранчевий. Звідси й походить назва цих земноводних. Тулуб переважно у зеленуватих тонах. Лапки можуть бути різних світлих кольорів.

## Спосіб життя
Полюбляють тропічні та субтропічні ліси. Зустрічаються уздовж водойм. День проводять під листям біля дерев. Активні вночі. Живляться безхребетними.
Це яйцекладні амфібії. Самиці відкладають до 100 яєць.

## Розповсюдження
Мешкають у Мексиці, Центральній і Південній Америці.

## Види
- Agalychnis annae
- Agalychnis aspera
- Agalychnis buckleyi
- Agalychnis callidryas
- Agalychnis dacnicolor
- Agalychnis danieli
- Agalychnis granulosa
- Agalychnis hulli
- Agalychnis lemur
- Agalychnis medinae
- Agalychnis moreletii
- Agalychnis psilopygion
- Agalychnis saltator
- Agalychnis spurrelli